# Стесенор
Стесенор (др.-греч. Στησήνωρ) — правитель кипрского города Куриона в начале V века до н. э.

## Биография
Геродот называет Стесенора «тираном», а не «басилеем». По замечанию Стоянова Е. О., по всей видимости на Кипре эти титулы были синонимичными.
Согласно рассказу «отца истории», во время правления Дария I Стесенор вместе с большинством других кипрских царей, вдохновлённых призывами правителя Саламина Онесила, принял участие в Ионийском восстании на стороне греков против власти персов.
Однако во время решающего сражения при Саламине, произошедшего в 497 году до н. э., Стесенор изменнически покинул поле боя, что предрешило победу персов и, в дальнейшем, обеспечило им новое покорение кипрских царств.